# Asclepias jorgeana
Asclepias jorgeana är en oleanderväxtart som beskrevs av M. Fishbein och S. P. Lynch. Asclepias jorgeana ingår i släktet sidenörter, och familjen oleanderväxter. Inga underarter finns listade i Catalogue of Life.